# زلزال فالديفيا 1960
زلزال فالديفيا 1960 أو زلزال تشيلي الكبير (بالإسبانية: Terremoto de Valdivia/Gran terremoto de Chile) وقع يوم الأحد 22 مايو 1960 وهو أقوى زلزال على الإطلاق سجل على سطح الأرض، وصنف 9,5 على مقياس درجة العزم. وقد حدث الزلزال في المساء (19:11 غرينيتش، 15:11 توقيت محلي) ونتج عنه تسونامي تأثر به جنوب تشيلي، هاواي، اليابان، الفلبين، شرق نيوزيلندا، جنوب شرق أستراليا، وجزر ألالوتيان في ألاسكا. حصيلة القتلى والخسائر المالية الناجمة عن هذه الكارثة غير مؤكدة. نُشرت تقديرات مختلفة للعدد الإجمالي للقتلى من الزلزال وأمواج تسونامي التي نتجت عن الزلزال، يتراوح عدد القتلى بين 1000 و 6000 قتيل. أما الخسائر المالية تراوحت من 400 و 800 مليون دولار أمريكي،  (أي ما يعادل 4.01 مليار دولار إلى 8.021 مليار دولار في عام 2022 حسب معدل التضخم).